# Гершензон, Михаил Шимонович
Михаи́л Ши́монович Гершензо́н — украинский архитектор, призёр и лауреат фестивалей «Архитектура и дизайн», лауреат Государственной премии в области архитектуры. Преподаватель Национальной академии изобразительного искусства и архитектуры. Член президиума Архитектурно-градостроительного совета Киева, член президентского совета Национального союза архитекторов Украины.

## Биография
С 1980 годов Михаил Шимонович работал в Институте «Киевпроект» под руководством Л. Филенко.
В 1992 году открыл ТАМ «Архитектор Гершензон».
В 2008 году получил Государственную премию Украины в области архитектуры за Центр семейного досуга «Дивосвит».

## Избранные проекты
Ряд проектов архитектора Гершензона
- Проект реконструкции тяговой подстанции со строительством офисных помещений по адресу: ул. Политехническая, 5 в Соломенском районе г. Киева
- Проект строительства многофункционального жилищно-офисного комплекса, включая объекты торгового и общественного назначения с паркингом по адресу: ул. Шолуденко
- Проект учебно-лабораторного комплекса с библиотекой национального медицинского университета им. А. А. Богомольца
- Проект международного выставочного центра по адресу: Броварской проспект, 15[6]
- Офисный центр по ул. Киквидзе, 15
- Жилой дом на ул. Якира и Семьи Хохловых в Шевченковском районе
- Конкурсный проект по расширению национального музея украинского декоративного искусства
- Культурно-оздоровительный центр и яхт-клуб на Днепровской набережной, 14
- Проект центра семейного досуга «Дивосвит»
- Проектные предложения детского кафе и гостиницы по Воздухофлотскому проспекту в Соломенском районе г. Киева
- Реконструкция тяговой подстанции со строительством офисных помещений по ул. Михайловской, 12-А
- Проект торгового комплекса на остановках скоростного трамвая в г. Киеве
- Корпус архитектурного факультета Киевского инженерно-строительного института (1982)
- Конкурсный проект храма Преображения Господня в Почаевской Лавре
- Проект торговых павильонов по проспекту академика Палладина
- Торговый центр по ул. М. Расковой м. Левобережная
- Проект реконструкции и строительства административных зданий на ул. Воровского, 4-4б
- Пансионат в с. Береговое, АР Крым
- Общественно-торговый центр в г. Ванадзор (Кировакан, Армения)
- Строительство торгово-офисного центра с подземным паркингом по ул. Межигорской
- Проект торгово-офисного блока по ул. Мишуги г. Киева
- Проект расширения офиса Международного фонда «Возрождение» по ул. Артема
- Гостиница «Крещатик» по ул. Крещатик, 14
- Проект храмового комплекса по ул. Прилукской в г. Нежине
- Офисно-жилой комплекс с объектами общественного назначения на территории бывшего завода «Газприбор»[7]
- Многоэтажный жилищно-офисный комплекс на Днепровской набережной, 14 в Дарницком районе Киева[8]